# 小澤飛鳥
小澤 飛鳥（おざわ あすか、4月24日 - ）は、日本の女性声優。静岡県出身。

## 出演作品

### テレビアニメ
- もえがく★5（店員B、通行人A、女性B）

### ゲーム
- もえがく＠ポータブル（織島ゆず）

| スタブアイコン | サブスタブ | この項目は、まだ閲覧者の調べものの参照としては役立たない、声優（ナレーターを含む）に関連した書きかけの項目です。この項目を加筆・訂正などしてくださる協力者を求めています（P:アニメ/PJ:芸能人）。 |